# Ladmovce
Ladmovce (in ungherese Ladamóc) è un comune della Slovacchia facente parte del distretto di Trebišov, nella regione di Košice.